# Jean Louis Gobbaerts
Jean Louis Gobbaerts (Anvers, 28 de setembre de 1835 - Sint-Gillis-Obbrussel, 5 de maig de 1886) va ser un destacat pianista belga així com professor de piano i compositor. La majoria de partitures les va signar amb el pseudònim L. Streabbog (un joc amb les lletres del seu cognom); i també amb els pseudònims Ludovic i Levi. Popular i reeixit en la seva època, Gobbaerts publicat més de 1.200 composicions per a piano. Avui en dia, el seu mètode i els seus estudis segueixen sent populars en el repertori contemporani. Gobbaerts va néixer a Anvers. Va ser alumne del Conservatori de Brussel·les. Va passar gran part de la seva carrera treballant com a pianista i professor de piano en aquesta ciutat. Va morir a l'edat de 50 anys, a Saint-Gilles, prop de Brussel·les.
Xostakóvitx va confessar que el que finalment va despertar el seu interès per la música va ser un Galop per a piano a sis mans de Streabbog que va sentir tocar a la seva germana amb les seves amigues.